# Offensiva della Prussia Orientale (1945)
L'Offensiva della Prussia orientale (in russo Восточно-Прусская операция) fu la grande e prolungata battaglia combattuta dal gennaio 1945 nei territori tedeschi della Prussia orientale nella fase finale della seconda guerra mondiale sul Fronte orientale. L'Armata Rossa sovietica sferrò, contemporaneamente alla operazione Vistola-Oder diretta al cuore della Germania, un grande attacco combinato da est e da sud alla Prussia orientale dove la Wehrmacht tedesca organizzò una difesa prolungata sfruttando le caratteristiche del terreno boscoso e paludoso e le potenti fortificazioni fisse presenti.
La battaglia continuò per molte settimane, violenta e sanguinosa: i sovietici riuscirono con un'audace avanzata fino alla costa del mar Baltico a tagliare fuori le forze tedesche del Gruppo d'armate Centro che tuttavia si asserragliarono nella sacca e difesero accanitamente il terreno grazie anche all'aiuto delle navi della Kriegsmarine che trasportarono i rifornimenti ed evacuarono via mare soldati e civili. Le truppe sovietiche, al comando del maresciallo Aleksandr Vasilevskij dopo la morte in azione del giovane e abile generale Ivan Černjachovskij, riuscirono lentamente e a costo di forti perdite ad annientare progressivamente tutte le forze tedesche accerchiate, impiegando grandi rinforzi di artiglieria pesante e di aviazione. La fortezza di Königsberg cadde il 9 aprile 1945, ma gli ultimi nuclei di resistenza tedesca si arresero solo il 9 maggio 1945 al momento della capitolazione generale della Germania nazista.
Fu una delle campagne più aspramente combattute della seconda guerra mondiale e in assoluto la battaglia in cui l'Armata Rossa consumò più munizioni.

## Situazione strategica
Alla fine del 1944 la situazione strategica sul Fronte orientale, nonostante le grandi vittorie sovietiche dell'estate 1944 in Bielorussia, in Volinia, in Polonia e nei Balcani, non appariva totalmente favorevole all'Armata Rossa. La Wehrmacht era riuscita a stabilizzare il fronte sulla Vistola, a rallentare la riconquista sovietica dei Paesi Baltici, aveva inoltre respinto il primo attacco alla Prussia orientale e aveva contrastato duramente l'avanzata nemica in Ungheria. Adolf Hitler, mentre pianificava e metteva in atto l'audace e inattesa offensiva delle Ardenne sul Fronte occidentale, non aveva affatto rinunciato a contendere il passo al nemico sovietico in tutti i settori del fronte dell'est. Grandi battaglie che costavano forti perdite ad entrambe le parti si succedevano soprattutto intorno a Budapest dove stavano affluendo continui rinforzi di truppe corazzate tedesche.

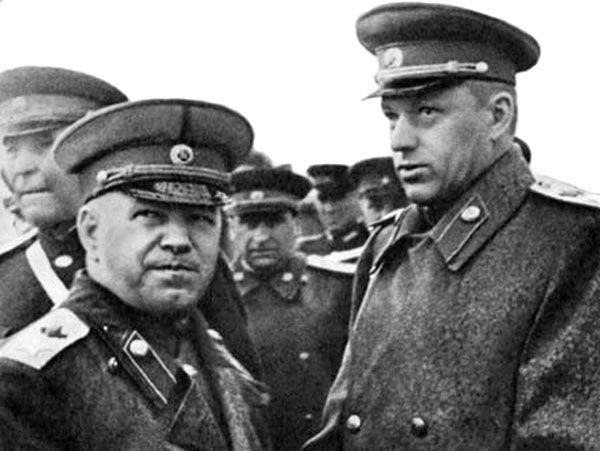
Il maresciallo Georgij Žukov, comandante del 1º Fronte Bielorusso e il maresciallo Konstantin Rokossovskij, comandante del 2º Fronte Bielorusso.

I piani di Stalin tuttavia non prevedevano affatto di concentrare la massa principale dell'Armata Rossa in Ungheria; al contrario l'alto comando sovietico era deciso a puntare al cuore della potenza nemica. Il 16 novembre 1944 il maresciallo Georgij Žukov ricevette ufficialmente il comando del 1º Fronte Bielorusso in sostituzione del maresciallo Konstantin Rokossovskij a cui a sua volta venne assegnato il comando del 2º Fronte Bielorusso. Stalin aveva quindi deciso di affidare al suo generale più esperto ed energico la guida del Fronte più grande e potente dell'Armata Rossa che avrebbe dovuto avanzare direttamente verso Berlino, ma il capo sovietico cercò di spiegare al maresciallo Rokossovskij, deluso e amareggiato per aver perso il comando del Fronte più prestigioso, che il suo nuovo incarico era ugualmente di grande importanza e che la sua missione era difficile e decisiva per il successo complessivo della grande offensiva invernale sul Fronte dell'est che era in preparazione e il cui obiettivo era l'invasione della Germania e la vittoria finale. Stalin affermò che il 2° Fronte Bielorusso del maresciallo Rokossovskij, il 1° Fronte Bielorusso e il 1º Fronte Ucraino del maresciallo Ivan Konev erano "probabilmente destinati a finire la guerra all'ovest".
Effettivamente la pianificazione strategica dello Stavka prevedeva una grande offensiva principale dalla Vistola all'Oder direttamente verso Berlino da parte dei raggruppamenti strategici del maresciallo Žukov e del maresciallo Konev, ma anche un'offensiva del 3º Fronte Bielorusso del generale Ivan Černjachovskij contro le forze tedesche schierate sulla direttrice Tilsit-Insterburg con obiettivo finale Königsberg e soprattutto l'offensiva del 2° Fronte Bielorusso del maresciallo Rokossovskij che partendo da nord-est di Varsavia sarebbe avanzato verso nord-ovest per raggiungere rapidamente la costa del Mar Baltico nella regione di Danzica: in questo modo l'intero raggruppamento tedesco schierato in difesa della Prussia orientale sarebbe stato tagliato fuori dal resto del fronte tedesco e successivamente distrutto. Il maresciallo Rokossovskij avrebbe inoltre dovuto garantire anche la copertura del fianco destro delle forze del maresciallo Žukov che sarebbero avanzate direttamente verso ovest attraverso la Polonia.
Per mettere in esecuzione questa operazione offensiva che avrebbe coinvolto quattro Fronti sovietici, erano necessari vasti trasferimenti di truppe, enormi preparativi logistici e complessi riposizionamenti delle armate per ottenere la necessaria superiorità strategica nei settori più importanti di sfondamento. I preparativi continuarono durante l'intero mese di dicembre 1944 e i primi giorni del gennaio 1945, mentre proseguivano anche le riunioni operative negli stati maggiori per analizzare e chiarire i dettagli tattici delle operazioni e in particolare il problema del coordinamento tra i diversi Fronti durante lo sviluppo dell'offensiva.

## Pianificazione e preparazione

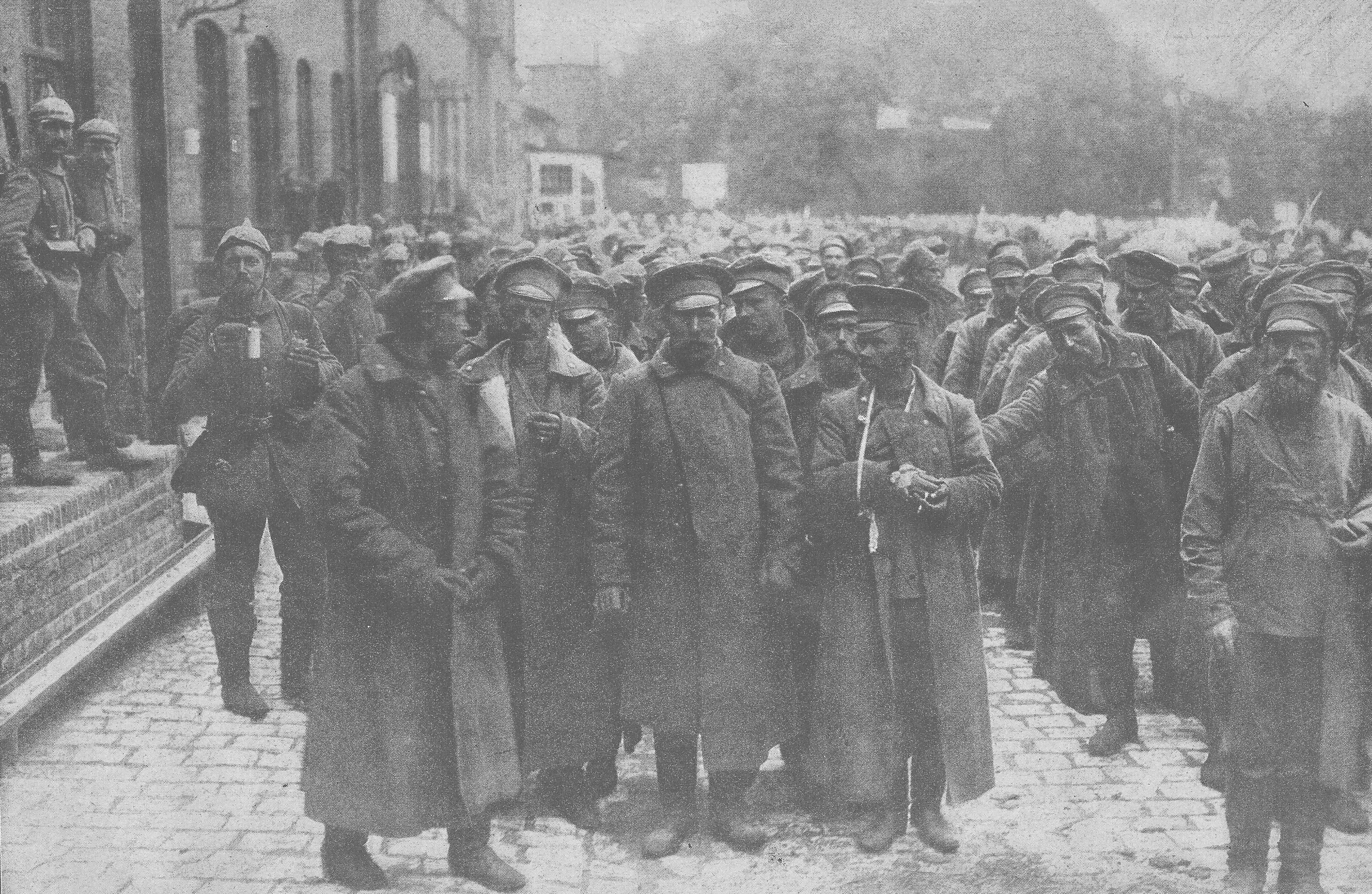
Prigionieri russi catturati nel corso della invasione russa della Prussia Orientale all'inizio della prima guerra mondiale.

Nel corso delle numerose riunioni di stato maggiore l'attenzione dei generali sovietici si concentrò principalmente sul problema della cooperazione e del collegamento tra le forze del 1° Fronte Bielorusso del maresciallo Žukov e quelle del 2° Fronte Bielorusso del maresciallo Rokossovskij; minore importanza venne invece assegnata alle possibili difficoltà di coordinamento con le armate del 3° Fronte Bielorusso del generale Cernjachovskij. Il maresciallo Rokossovskij nelle sue memorie evidenzia come nello stato maggiore si ritenesse che non si sarebbero presentate "complicazioni" in Prussia orientale; egli afferma chiaramente che la pianificazione operativa dell'Armata Rossa riguardo a tutti i problemi del coordinamento tra i Fronti assegnati all'offensiva fu lacunosa e superficiale.
I precedenti storici invitavano invece alla prudenza e a prestare la massima attenzione ai problemi che sarebbero potuti sorgere in Prussia orientale a causa delle difficoltà del terreno paludoso e boscoso della zona dei laghi Masuri, delle numerose fortificazioni ed anche dalla prevedibile accanita resistenza dei tedeschi a difesa del territorio originario prussiano-tedesco. All'inizio della prima guerra mondiale, l'offensiva dell'esercito imperiale russo in Prussia orientale, condotta contemporaneamente da est e da sud secondo lo stesso schema generale adottato dall'Armata Rossa, si era conclusa rovinosamente proprio a causa del mancato coordinamento tra le armate del generale Paul von Rennenkampf e del generale Aleksandr Samsonov che aveva permesso all'esercito tedesco, abilmente guidato dai generali Paul von Hindenburg e Erich Ludendorff, di manovrare agilmente per linee interne sconfiggendo prima l'armata russa a sud e poi quella che avanzava da est. Dopo queste battaglie che avevano influito profondamente sull'esito della guerra sul Fronte orientale, i tedeschi avevano ulteriormente potenziato le difese della Prussia orientale costruendo posizioni fortificate in profondità e rafforzando gli sbarramenti nel cosiddetto "varco di Insterburg" che copriva le vie di accesso a Königsberg.
In confronto alla sfortunata invasione russa del 1914, l'Armata Rossa appariva molto più potente dell'esercito zarista e i generali Rokossovskij e Cernjachovskij erano giovani ed esperti, sicuramente più abili dei due ufficiali imperiali protagonisti delle disfatte di Tannenberg e dei laghi Masuri. Lo Stavka prevedeva infatti un grande rafforzamento dello schieramento del 2° e del 3° Fronte Bielorusso; il maresciallo Rokossovskij avrebbe avuto a disposizione otto armate campali dopo l'arrivo di un'armata d'assalto trasferita dal 3° Fronte Baltico, di tre armate del vecchio 1° Fronte Bielorusso che coprivano il settore tra la Vistola e il Narew e della 5ª Armata carri della Guardia trasferita dal 1° Fronte Baltico del generale Ivan Bagramjan. In riserva operativa erano disponibili anche un corpo corazzato, un corpo meccanizzato e un corpo di cavalleria. La 4ª Armata aerea del generale Konstantin Versinin avrebbe fornito il supporto dal cielo alle operazioni del Fronte. Il generale Cernjachovskij che avrebbe dovuto attaccare frontalmente il "varco di Insterburg", schierava nel 3° Fronte Bielorusso, sei armate campali, rinforzate da due corpi corazzati e dagli aerei della 1ª Armata aerea. Complessivamente i due Fronti avrebbero attaccato la Prussia orientale con circa 1,7 milioni di soldati, 28 000 cannoni (tra cui 1 000 lanciarazzi katjusa), 3 300 mezzi corazzati e 3 000 aerei.
Le direttive dello Stavka prevedevano che il maresciallo Rokossovskij in una prima fase distruggesse il raggruppamento di forze tedesche tra Przasnysz e Mlawa e quindi nella seconda fase avanzasse rapidamente in direzione nord-occidentale verso Neidenbug-Myszyniec fino ad arrivare alla costa del Mar Baltico a Marienburg. Quattro armate, un'armata corazzata e un corpo corazzato avrebbero sferrato l'attacco principale dalla testa di ponte sul Narew a Rozan, mentre due armate e un corpo corazzato avrebbero condotto un attacco secondario dalla testa di ponte di Serock; infine un'armata e un corpo meccanizzato avrebbero coordinato i loro movimenti con le armate dell'ala destra del 1° Fronte bielorusso, aggirando la fortezza di Modlin da occidente per impedire alle forze tedesche di ripiegare verso la Vistola. La missione assegnata dallo Stavka dal generale Cernjachovskij appariva più difficile; le direttive indicavano che il 3° Fronte bielorusso avrebbe dovuto inizialmente distruggere il raggruppamento tedesco di "Tilsit-Insterburg"; quindi avrebbe raggiunto la linea Goldap-Nemonien-Darkehmen e infine avrebbe attaccato lungo la riva meridionale del fiume Pregel direttamente verso Königsberg. L'attacco principale sarebbe stato sferrato da quattro armate e due corpi corazzati a sud di Gumbinnen verso Wehlau. Le difese tedesche, favorite dalle caratteristiche del terreno boscoso e in parte paludoso, erano particolarmente solide e il generale Cernjachovskij riteneva di conseguenza che la sua offensiva si sarebbe sviluppata lentamente per fasi successive che avrebbero richiesto tempo per distruggere metodicamente i raggruppamenti nemici fino a completare la missione con la conquista delle aree fortificate di Königsberg e Heilberg.
Il Gruppo d'armate Centro del generale Georg-Hans Reinhardt difendeva la Prussia orientale e la parte di Polonia settentrionale lungo il fiume Narew con tre armate, la 3. Panzeramee comandata dal generale Erhard Raus, la 4. Armee del generale Friedrich Hossbach e la 2. Armee del generale Walter Weiss; queste tre armate erano costituite complessivamente da 41 divisioni, tra cui due Panzerdivision, la 5. Panzer-Division e la 7. Panzer-Division, e quattro Panzergrenadier-Divisionen; si trattava di circa 580 000 soldati equipaggiati con 700 mezzi corazzati e supportati da 515 aerei da combattimento.